# Shandian
Shandian (kinesiska: 山店, 山店乡) är en socken i Kina. Den ligger i provinsen Henan, i den centrala delen av landet, omkring 340 kilometer söder om provinshuvudstaden Zhengzhou. Antalet invånare är 12 783. Befolkningen består av 6 409 kvinnor och 6 374 män. Barn under 15 år utgör 27,0 %, vuxna 15-64 år 58 %, och äldre över 65 år 13,0 %.
Genomsnittlig årsnederbörd är 1 291 millimeter. Den regnigaste månaden är juli, med i genomsnitt 222 mm nederbörd, och den torraste är december, med 25 mm nederbörd.